# تپه کمره ۱
تپه کمره ۱ مربوط به عصر مس - عصر آهن - دوره اشکانیان است و در شهرستان خرم‌آباد، بخش چغلوندی، دهستان بیرانوند شمالی، منطقه مله تخت واقع شده و این اثر در تاریخ ۲۸ اسفند ۱۳۸۵ با شمارهٔ ثبت ۱۸۵۶۱ به‌عنوان یکی از آثار ملی ایران به ثبت رسیده است.